# Hopalong Nunatak
Hopalong Nunatak är en nunatak i Antarktis. Den ligger i Östantarktis. Argentina och Storbritannien gör anspråk på området. Toppen på Hopalong Nunatak är 1 025 meter över havet.
Terrängen runt Hopalong Nunatak är platt åt nordväst, men åt sydost är den kuperad. Terrängen runt Hopalong Nunatak sluttar norrut.  Trakten är obefolkad. Det finns inga samhällen i närheten.